# Swashbuckle
Swashbuckle es una banda estadounidense de thrash metal con temática pirata fundada en 2005 en el Condado de Mercer por el bajista Patrick "Pat" Henry y el guitarrista Justin Greczyn. La banda cuenta con un sonido thrash metal rápido y agresivo, también incorpora elementos del death metal como la voz gutural y los pesados complejos y veloces riffs. Su característica principal son sus letras que abordan historias de piratería y thrash lo cual les ha dado su característica principal y el aura épica de su música.

## Historia
En 2005 preparan su primer demo llamado Yo-Ho Demo con el baterista Mike Soganic. Después de obtener algo de fama en la escena local editan en 2006 su álbum debut Crewed by the Damned, y tras varias presentaciones locales, en agosto de 2007 inician una gira por EE. UU. en la cual su música llega a los oídos de Maurizio Iacono, mánager de Rock The Nation y líder de la banda Kataklysm. Mediante su gestión son contratados por Nuclear Blast Records.
El 2009 producen un álbum split con la banda Ex Deo de Maurizio Iacono, ese mismo año lanzan Back To The Noose el cual los consagra como un importante grupo contemporáneo de la llamada nueva ola del thrash metal, luego graban el video de la canción "Cruise Chip Terror".
Después de algunas presentaciones a principios de 2010 Mike Soganic deserta la banda y Collins Bootsmann es su reemplazo con el que empiezan a trabajar en su siguiente disco. En septiembre de ese año lanzan su tercer álbum de estudio Crime Always Pays.

## Miembros
- Almirante Nobeard (Patrick "Pat" Henry), vocalista y bajo
- Comodoro RedRum (Justin Greczyn), guitarrista y coros
- Legendary Pirate King Eric "The" Brown , baterista

## Exmiembros
- Bootsmann Collins ( Paul Christiansen ) baterista (2010-2011)
- Capitán Crashride (Mike Soganic) baterista (2005-2010)

## Discografía
- Yo Ho Demo - demo 2005
- Crewed by the Damned (2006)
- Romulus / Cruise Ship Terror - split 2009
- Cruise Ship Terror - sencillo 2009
- Back to the Noose (2009)
- Crime Always Pays... (2010)